# 達磨はなぜ東へ行ったのか
『達磨はなぜ東へ行ったのか？』（だるまはなぜひがしへいったのか、原題：달마가 동쪽으로 간 까닭은?、英題：Why Has Bodhi-Dharma Left for the East?）は1989年の韓国映画。監督は裵鏞均（ペ・ヨンギュン/배용균/Pae Yong-Kyun）。上映時間137分。

## キャスト
- 李判傭（イ・パンヨン）
- 申元燮（シン・ウォンソプ）
- 黄海進（ファン・ヘジン）

## 受賞歴
- 1989年 第42回 ロカルノ国際映画祭／グランプリ（金豹賞）／キリスト教会審査員賞／バークレー賞／ヤング批評家賞
- 1989年 第42回 カンヌ国際映画祭＜ある視点＞ 正式出品
- 1990年 第12回 ナント三大陸映画祭／審査員特別賞／最優秀主演女優賞